# رودخانه مور
رودخانهٔ مور یا مورا (آلمانی: Mur؛ اسلونیایی، کرواتی، مجاری: Mura) رودخانه‌ای در اروپای مرکزی است و از اتریش، اسلوونی و مجارستان می‌گذرد و در کرواسی به دراوا، یکی از شاخه‌های دانوب، متصل می‌شود. رودخانه مور از گردنهٔ رادْشْتر در پارک ملی هوهه تاورن سرچشمه می‌گیرد و پس از طی ۴۵۳ کیلومتر به دراوا در کرواسی می‌ریزد؛ ۲۹۸ کیلومتر آن در اشتایرمارک اتریش واقع شده‌است.